# Zoïlus
Zoïlus (Grieks: Ζωΐλος, geb. rond 400 v. Chr. in Amphipolis, gest. 320 v. Chr.) was een Griekse cynicus, literair-criticus en grammaticus uit de vierde eeuw voor Christus, die berucht was om zijn kleingeestige letterkundige kritieken over met name de Ilias en de Odyssee. Dit leverde hem de bijnaam Homeromastix (Ὁμηρομάστιξ, "Homerusgesel") op.

## Leven en werk
Zoïlus werd geboren in Amphipolis, destijds een Atheense kolonie in Thracië. Hij was aanvankelijk een volgeling van Isocrates, maar raakte te Athene in de ban van de sofist Polycrates. Zoïlus ging zich ook uitdossen als een cynicus: kaal hoofd, grote baard en schamele kleding.
Al gauw ontpopte Zoïlus zich tot een letterkundige beul, die op grond van zijn cynische filosofie in het bijzonder aanstoot nam aan de fabelachtige elementen in de Ilias en de Odyssee, traditioneel toegeschreven aan Homerus. Wanneer er beschreven staat dat de schim van Patroclus tot onder de aarde afdaalde gelijk rook, merkte Zoïlus op dat rook opstijgt. Als Zeus twee schikgodinnen of Moirai op een weegschaal had geplaatst om de uitkomst van het tweegevecht tussen Achilles en Hector te bepalen, vroeg Zoïlus zich af of de godinnen zaten of stonden. Odysseus' metgezellen, die door de heks Circe in varkens veranderd waren en beklag deden over hun onheldhaftig lot, werden "jankende knorrers". Ook verwierp hij het idee dat Apollo eerst de muildieren en honden zou hebben omgebracht met de pest als te onwaardig voor de goden en onvroom. De kritiek op Homerus, Tegen de poëzie van Homerus, telde negen boeken en bevatte ook grammaticale aanmerkingen, literaire interpretaties en kritiek op de verhaallijn en karakters. Zo vond hij Achilles' "overmatige rouw" te vrouwelijk. Ook schreef hij een encomium (lofrede) op de cycloop Polyphemus. Hij droeg de bijnaam Homeromastix; of hij die zichzelf toedichtte of anderen deze aan hem gaven, is onduidelijk. Galenus verhaalde dat Zoïlus standbeelden van Homerus gegeseld zou hebben, wellicht een verdichtsel op basis van zijn bijnaam. Verder deed Zoïlus weerleggingen van Plato en Isocrates verschijnen, die kritieken vervaardigd hadden over Lysias, een door hem bewonderde redenaar.
Zoïlus was overigens beslist niet de enige Griekse criticus van Homerus en was in zekere zin een kind van zijn tijd. De vierde eeuw voor Christus is wel als het hoogtepunt van de kritiek op Homerus gezien.
Later in zijn leven is Zoïlus blijkbaar naar Alexandrië getrokken. De koning Ptolemaeus Philadelphus van Egypte, die in feite veel later leefde, zou niet onder de indruk geweest zijn van zijn aanval op de "vader van de dichtkunst".
Van Zoïlus werken is geen enkel in zijn geheel bewaard gebleven. Wel zijn opmerkingen van zijn hand te vinden in citaten, bijvoorbeeld in de werken van Porphyrius en Heraclitus Homericus, commentatoren op Homerus die critici van Homerus aanvielen. De laatste van deze twee maakte Zoïlus overigens uit voor "de Thracische krijgsgevangen slaaf".
Over het levenseinde van Zoïlus gingen in de Oudheid buitengewoon wilde verhalen rond, omdat men hem kennelijk een gruwelijk lot toewenste. Vitruvius, die zijn leven trouwens aanzienlijk later plaatste, vermeldt dat er verschillende overleveringen omtrent zijn dood rondgingen: zou hij ofwel door Ptolemaeus Philadelphus van Egypte gekruisigd zijn om zijn kritiek op de koning, of doodgestenigd en daarna als lijk gekruisigd zijn op Chios of levend op een brandstapel geworpen zijn in Smyrna. De laatste twee waren plaatsen die beweerden de geboorteplaats van Homerus te zijn en het verhaal over Smyrna wordt ook door Strabo gemeld. Maar Vitrivius stelde dat, op welke wijze Zoïlus ook om het leven was gekomen, hij het meer dan verdiend had. Een andere traditie luidt dat hij door een geërgerd en Homerusminnend publiek van een rotspartij was geworpen.
Na zijn dood werd zijn naam spreekwoordelijk voor een hatelijke vitter.